# Meggitt Banshee
Meggitt Banshee – bezzałogowy aparat latający (UAV – Unmanned Aerial Vehicle), wypełniający zadania latającego celu, mający również możliwość przenoszenia kolorowej kamery dla celów rozpoznawczych, opracowany  przez angielską firmę Meggitt Aerospace. Wybudowano ponad 5 000 aparatów, używanych w 20 krajach.

## Konstrukcja
Aparat jest dolnopłatem zbudowanym głównie z plastiku, posiada jeden tłokowy silnik umieszczony z tyłu kadłuba, napędzający dwułopatowe śmigło pchające. Banshee posiada skrzydło delta, nie posiada podwozia, a start następuje przy użyciu pneumatycznej katapulty. Lądowanie następuje przy użyciu spadochronu.